# Die Pflaumenblüte
Die Pflaumenblüte (chinesisch 梅花, Pinyin méi huā) ist ein patriotisches Lied der Republik China (Taiwan).

## Geschichte

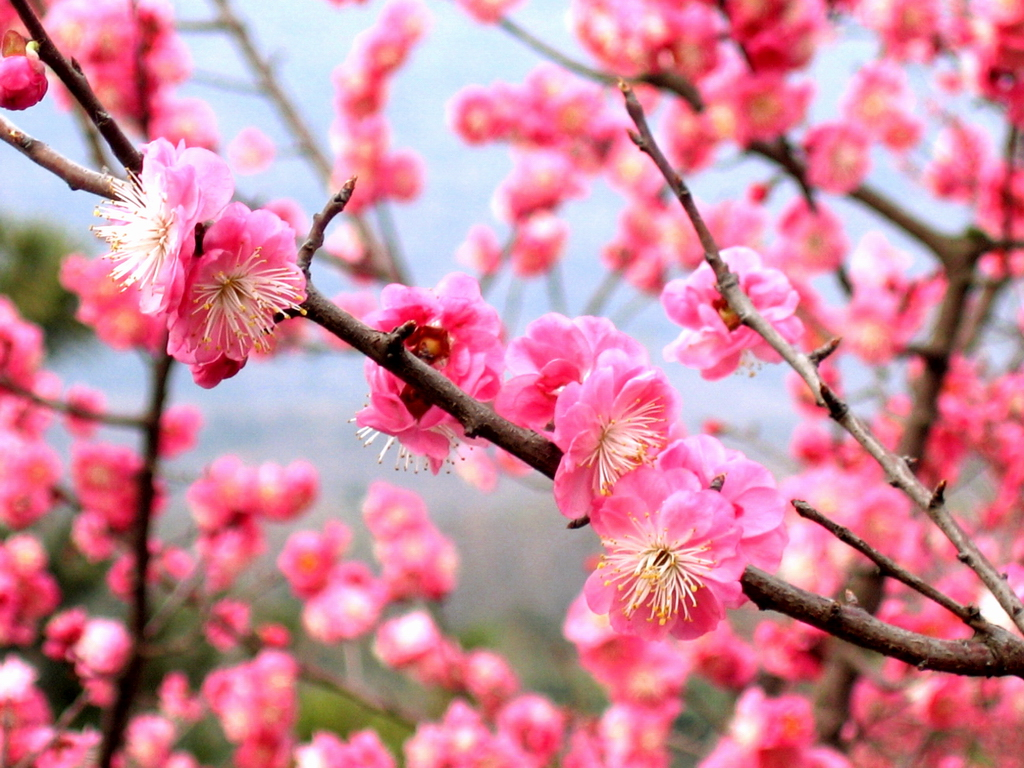
Pflaumenblüten

Das Lied wurde 1976 vom Regisseur Liu Chia-Chang (劉家昌) für den taiwanesischen Film Pflaumenblüte (chinesisch 梅花, Pinyin méihuā), der während des Zweiten Japanisch-Chinesischen Krieges spielt, geschrieben. Chiang Wei-kuo arrangierte es bald in den Pflaumenblütenmarsch (梅花進行曲) um. Die Pflaumenblüte (Prunus mei, Ume) hat eine besondere Bedeutung in Taiwan. Sie wurde am 21. Juli 1964 offiziell zur Nationalen Blume der Republik China erklärt. Das Lied vergleicht die Winterhärte der Blüte mit der Widerstandsfähigkeit des chinesischen Volkes. Unter den Bedingungen der 1960er und 1970er Jahre war damit vor allem der Widerstand gegen die kommunistische Herrschaft in Festlandchina gemeint. In der offiziellen Interpretation steht die Pflaumenblüte mit ihren drei Staubblättern für Sun Yat-sens drei Prinzipien des Volkes, und die fünf Blütenblätter symbolisieren die fünf Zweige der Regierung.

## Liedtext
| Traditionelle Schrift | Vereinfachte Schrift | Deutsche Übersetzung |
| --- | --- | --- |
| 梅花, 梅花 滿 天下. 愈 冷 它 愈 開花. 梅花 堅忍 象徵 我們. 巍巍 的 大 中華. 看 啊 遍地 開 了 梅花. 有 土地 就有 它. 冰雪 風雨 它 都 不怕. 它是我的國花. 看 啊 遍地 開 了 梅花. 有 土地 就有 它. 冰雪 風雨 它 都 不怕. 它 是 我 的 國花. | 梅花, 梅花 满 天下. 愈 冷 它 愈 开花. 梅花 坚忍 象征 我们. 巍巍 的 大 中华. 看 啊 遍地 开 了 梅花. 有 土地 就有 它. 冰雪 风雨 它 都 不怕. 它是我的国花. 看 啊 遍地 开 了 梅花. 有 土地 就有 它. 冰雪 风雨 它 都 不怕. 它 是 我 的 国花. | Pflaume, Pflaume in der ganzen Welt. Je kälter es ist, desto blühender. Die Ausdauer der Pflaume symbolisiert uns. Hoch aufragendes Groß-China. Sieh’ wie die Pflaume überall blüht. Da ist ein Land dabei. Es hat keine Angst vor Schnee und Regen. Dies ist meine nationale Blume. Sieh’ wie die Pflaume überall blüht. Da ist ein Land dabei. Es hat keine Angst vor Schnee und Regen. Dies ist meine nationale Blume. |